# Monica Paulus
Monica Paulus   () és una activista pels drets humans de la Regió de les Terres Altes de Papua Nova Guinea. És cofundadora de la Highlands Women Human Rights Defenders Network i de Stop Sorcery Violence, i concentra els seus esforços a protegir les dones que han estat acusades de bruixes o de practicar la bruixeria.

## Biografia
Monica Paulus prové del poble d'Aregol, a la província de Simbu de la Regió de les Terres Altes de Papua Nova Guinea. És mare de tres fills. De jove va patir una violència considerable i l'any 2000 es va unir a una organització de dones, Meri I Kirap Sapotim (Les dones sorgeixen i donen suport). Al poble va començar a posar en pràctica el que va aprendre per defensar dones i nens als jutjats i mediacions del poble i documentar casos. En ocasions denunciava els habitants del poble, inclosa la seva família, a la policia. El març de 2005,ella i altres dones es van unir per formar la Highlands Women Human Rights Defenders Network (Xarxa de Defensores dels Drets Humans de les Terres Altes), amb l'ajuda d'Oxfam i les Nacions Unides. Van treballar en petits grups locals per abordar, en particular, la violència relacionada amb la bruixeria, però van aconseguir fer un canvi a tot el país amb el suport del govern central.
Quan el seu pare va morir d'un infart, el seu germà la va acusar de provocar la seva mort per mitjà de la bruixeria, per tal d'apropiar-se de la seva part de l'herència. Tement per la seva vida, va fugir cap la ciutat de Goroka, després que la seva família i la resta de persones del poble havien cremat la seva casa. La creença en la màgia negra, la bruixeria, els esperits malignes i les bruixes està molt estesa a Papua Nova Guinea i les acusacions de bruixeria són habituals, especialment a les Terres Altes. Només el 2013 el govern va derogar una llei que criminalitzava la bruixeria i permetia les acusacions de bruixeria com a defensa en casos d'assassinat. Hi ha la creença que la bruixeria explica la mort o la malaltia sobtada o inexplicada, i les dones tenen sis vegades més probabilitats de ser acusades de bruixeria que els homes. Les acusacions de bruixeria sovint es converteixen en una forma de violència familiar, amb marits abusius que amenacen o utilitzen aquestes acusacions per silenciar i controlar les dones. Quan l'acusada intenta refugiar-se amb familiars, les seves famílies sovint les rebutgen ja que s'hauria de tornar el «preu de la núvia» si l'esposa abandonava la casa del marit.
Cada any, milers de presumptes «bruixes» i «fetilleres» són atacades a Papua Nova Guinea. Es processen pocs casos. Des de la seva pròpia experiència, Paulus ha prestat assistència a persones acusades de bruixeria, donant-los un lloc on amagar-se, atenció mèdica, menjar i contacte amb altres persones en una situació similar. Les dones sovint van acompanyades dels seus nadons, perquè segons les tradicions del país, si una dona és bruixa, els seus fills també. Paulus ajuda les dones a anar a la policia i, si cal, les ajuda a traslladar-se fora de les seves comunitats. Com que no tenia ningú per ajudar-la quan va ser acusada de bruixeria, sent fermament que algú ha d'estar disponible per donar suport a les dones acusades.
El treball de Paulus l'ha posat a ella i als seus fills en risc per part de la policia, la comunitat i també les famílies dels perpetradors de violència. A ella li van entrar a casa i li van prendre tot, i va rebre amenaces de mort. Moure's d'un lloc a un altre s'ha tornat normal. Va demanar fons a l'organització benèfica Front Line Defenders, i es va traslladar a una altra província. Més tard, va haver de tornar a moure's. Paulus ha treballat amb la Kup Women for Peace, patrocinada per Oxfam, que té com a objectiu posar fi a la guerra intertribal i garantir eleccions lliures de violència a una part de Simbu. També ha treballat amb la YWCA i ha estat intèrpret de dos relators especials de l'ONU.

## Premis i honors
- El 2014, Amnistia Internacional d'Austràlia la va descriure com una de les dones més valentes del món durant la celebració del Dia Internacional de la Dona.
- L'any 2015, Paulus va ser una de les 47 Dones d'èxit premiades per l'ONU Dones en el 20è aniversari de la Declaració de Beijing, que s'havia emès a la Conferència Mundial sobre la Dona del 1995.[6]
- El 2015, Paulus va rebre un dels Premis Papua Nova Guinea per a les dones, per la seva valentia i coratge.
- L'any 2016, Paulus va formar part del Protective Fellowship Scheme del Centre for Applied Human Rights de la Universitat de York al Regne Unit. La beca li va permetre comparar el pla d'acció nacional de Papua Nova Guinea i sobre la bruixeria i la violència relacionada amb la bruixeria i les seves activitats, i incorporar les activitats de les dones defensores dels drets humans de les Terres Altes en aquest pla.[1]
- El 2021 va ser nomenada com una de les 100 dones de la BBC.[10]